# Frederick Cavendish (officier)
Le maréchal Lord Frederick Cavendish (août 1729 - 21 octobre 1803) est un officier de l'armée britannique et un homme politique whig.

## Biographie

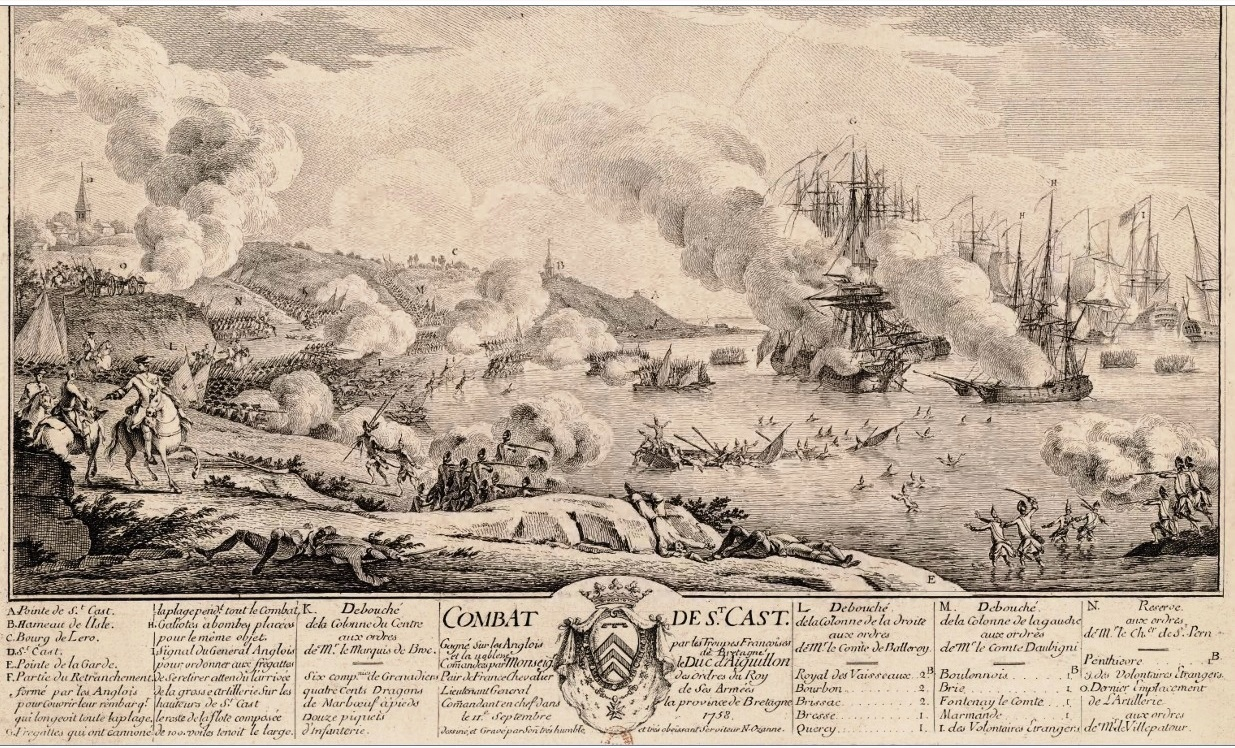
Bataille de St Cast au cours de laquelle Lord Frederick Cavendish est fait prisonnier

Fils de William Cavendish (3e duc de Devonshire) et de Catherine Cavendish (née Hoskins), il est nommé en tant que enseigne du 1er régiment de gardes à pied le 29 avril 1749 . Il entre en politique en tant que député de Derbyshire en 1751 . Il est promu lieutenant dans son régiment et capitaine de l'armée le 17 mars 1752 . 
En 1754, il cède le siège du Derbyshire à son frère George et est élu au Parlement en tant que député de Derby . Il est détaché au 29e régiment d'infanterie comme lieutenant-colonel et est allé en Irlande avec son frère William Cavendish (4e duc de Devonshire), nouvellement fait Lord lieutenant d'Irlande, en 1755 . 
Il est promu capitaine du 1er régiment de gardes à pied et lieutenant-colonel de l'armée le 1er juin 1756 et sert d'aide de camp du duc de Cumberland en Allemagne durant l'été 1757 au début de la Guerre de Sept Ans . Promu colonel le 7 mai 1758 et nommé aide de camp du roi le 9 mai 1758, il a servi sous les ordres de Charles Spencer (3e duc de Marlborough) lors du raid sur St Malo en juin 1758 et Il participe ensuite au raid sur Cherbourg en août 1758 . Il commande l'arrière-garde lors du réembarquement faisant suite à la désastreuse Bataille de Saint-Cast en septembre 1758 et, après avoir été fait prisonnier, s'offre de rester en captivité car il est un membre du Parlement. Il est néanmoins libéré par le duc d'Aiguillon lors d'un échange contre un officier français de rang égal en octobre 1758 . 
Il devient colonel du 67e Régiment de fantassins en octobre 1759 et du 34e Régiment de fantassins en octobre 1760 . Promu major général le 7 mars 1761, il s'embarque pour l'Allemagne où Ferdinand de Brunswick-Lunebourg lui donne le commandement d'une brigade de chasseurs qu'il mène à la victoire lors de la bataille de Wilhelmsthal en juin 1762. Une partie de sa brigade tombe dans une embuscade lors du siège de Cassel en octobre 1762 . 
Cavendish est promu lieutenant-général le 30 avril 1770, mais ne sympathise pas avec la révolution américaine . En 1780, il prend sa retraite du Parlement et son siège est repris par son neveu Lord George Cavendish. Il est promu Général le 20 novembre 1782 et maréchal le 30 juillet 1796. 
Il meurt à son domicile, à Twickenham Park, le 21 octobre 1803 et est enterré dans le caveau familial de la cathédrale de Derby . Mort célibataire et sans enfants, il laisse la plupart de ses biens à son neveu, Lord George Cavendish, plus tard 1er comte de Burlington . 